# یالی توپول مارگالیت
یالی توپول مارگالیت (به عبری: יהלי מרגלית טופול‎؛ زادهٔ ۱۵ مارس ۲۰۰۰) بازیگر و صداپیشه اسرائیلی است.

## اوایل زندگی
مارگالیت که در اسرائیل متولد شده، دومین فرزند از سه فرزند و بزرگترین دختر درور مارگالیت، تنظیم‌کننده موسیقی، و آدی توپول، بازیگر، است. او از طریق مادرش، نوه بازیگر پرکار، خائیم توپول، است.
مارگالیت مدرک لیسانس هنر در رشته اجرا را از آکادمی هنرهای تئاتر مونت‌ویو در لندن در سال ۲۰۲۲ دریافت کرد.

## فعالیت هنری
مارگالیت در کودکی حرفه خود را با دوبله شخصیت‌های فیلم‌ها و برنامه‌های تلویزیونی به زبان عبری آغاز کرد. مارگالیت نقش آنا را در سریال «بازدید گروه موسیقی» که در لندن پخش می‌شد، بازی کرد. او در فصل اول سریال راهنمای کشف قتل از یک دختر خوب نقش لورن گیبسون، در سریال خالکوب آشویتس نقش سیلکا، و در سریال درام کتاب مقدس خاندان داوود که در سال ۲۰۲۵ پخش شد، نقش میراب، دختر بزرگ شاه سائول، را بازی کرد.
مارگالیت نقش لورن گیبسون را در فصل دوم سریال راهنمای کشف قتل از یک دختر خوب تکرار خواهد کرد.